# 韩亚银行
韩亚银行（韓語：하나은행）是韩国和亚洲最大的银行之一，总部设在首都首尔特別市，韩亚银行和國民銀行、新韓銀行共同被《欧洲货币》、《亚洲货币》、《亚洲金融》等稱誉是“韩国和世界最佳银行”。韩亚银行在世界多国设有分行，是韩亚金融集团的全资子公司。

## 歷史

### 前韩国外换银行
韓國外換銀行(朝鮮語：한국외환은행)於1967年成立，是韩国唯一一家外幣兌換銀行，總部設於首爾。 韩国外换银行建立之初为韩国政府银行。1989年私有化，在韩国交易所上市。目前韩亚金融集团是该银行第一大股东。韩国外换银行拥有诸多海外分支机构和合作银行，在中国区的分支机构于2014年被并入韩亚银行中国。
韓國外換銀行於1967年成立，為政府企業之一，主要支持韩国的进出口贸易。當時是南韓唯一一家外幣銀行。1989年，韩国外换银行進行私有化，在韩国交易所上市，是南韓最早一批的商營銀行之一。
因受亚洲金融危机影响，1997年，槓桿收購集團Lone Star Funds把銀行收購，2006年5月，Lone Star曾同意將這65%的股權以超過60億美元的價格出售給韓國國民銀行(Kookmin Bank)，但交易最後無果而終。
2007年滙豐透過間接全資附屬公司HSBC Asia，以63.17億美元(約493億港元)於2007年9月13日收購51%股權。但由於該行的大股東牽涉的訴訟尚未解決，交易仍未得到批准，2008年9月19日滙豐宣佈取消交易。2012年1月，韩监管机构批准韩亚金融集团收购韩国外换银行51.02%股权。

### 前首尔银行
1959年12月：地方银行"首尔银行"成立
1962年4月：经批准在釜山中区南浦洞设立釜山分行，改制为商业银行
1976年8月：首尔银行与信托银行合并，将行改名为"首尔信托银行"，1995年6月：将行名还原为"首尔银行"
2002年12月：韩亚银行与首尔银行合并，首尔银行为存续公司，原韩亚银行为消灭公司

### 前韩亚银行
韩亚银行于1991年成立，1999年与忠北银行合并，2002年与首尔银行合并。2015年9月：韩国外换银行与韩亚银行合并为KEB韩亚银行。

### KEB韩亚银行
2016年10月：BNB韩亚银行变更为韩亚银行美国。
2017年5月：将计算中心迁至仁川广域市西昌拉东昌拉国际城。
2020年2月，KEB韩亚银行变更为现名韩亚银行。